# أسواق السدحان
أسواق السدحان هي شركة تجزئة سعودية تأسست عام 1952م.